# Julian Byng, 1. vikomt Byng
Julian Hedworth George Byng, 1. vikomt Byng (Julian Hedworth George Byng, 1st Viscount Byng, 1st Baron Byng) (11. září 1862, Wrotham Park, Anglie – 6. června 1935, Thorpe Hall, Anglie), byl britský polní maršál. Proslavil se jako vojevůdce za první světové války, nejprve jako velitel kanadských vojenských sil ve Francii, později jako první v historii nasadil do boje tanky (bitva u Cambrai, 1917). V letech 1921–1926 byl generálním guvernérem v Kanadě, od roku 1928 byl jako vikomt členem Sněmovny lordů, v roce 1932 dosáhl hodnosti polního maršála.

## Životopis

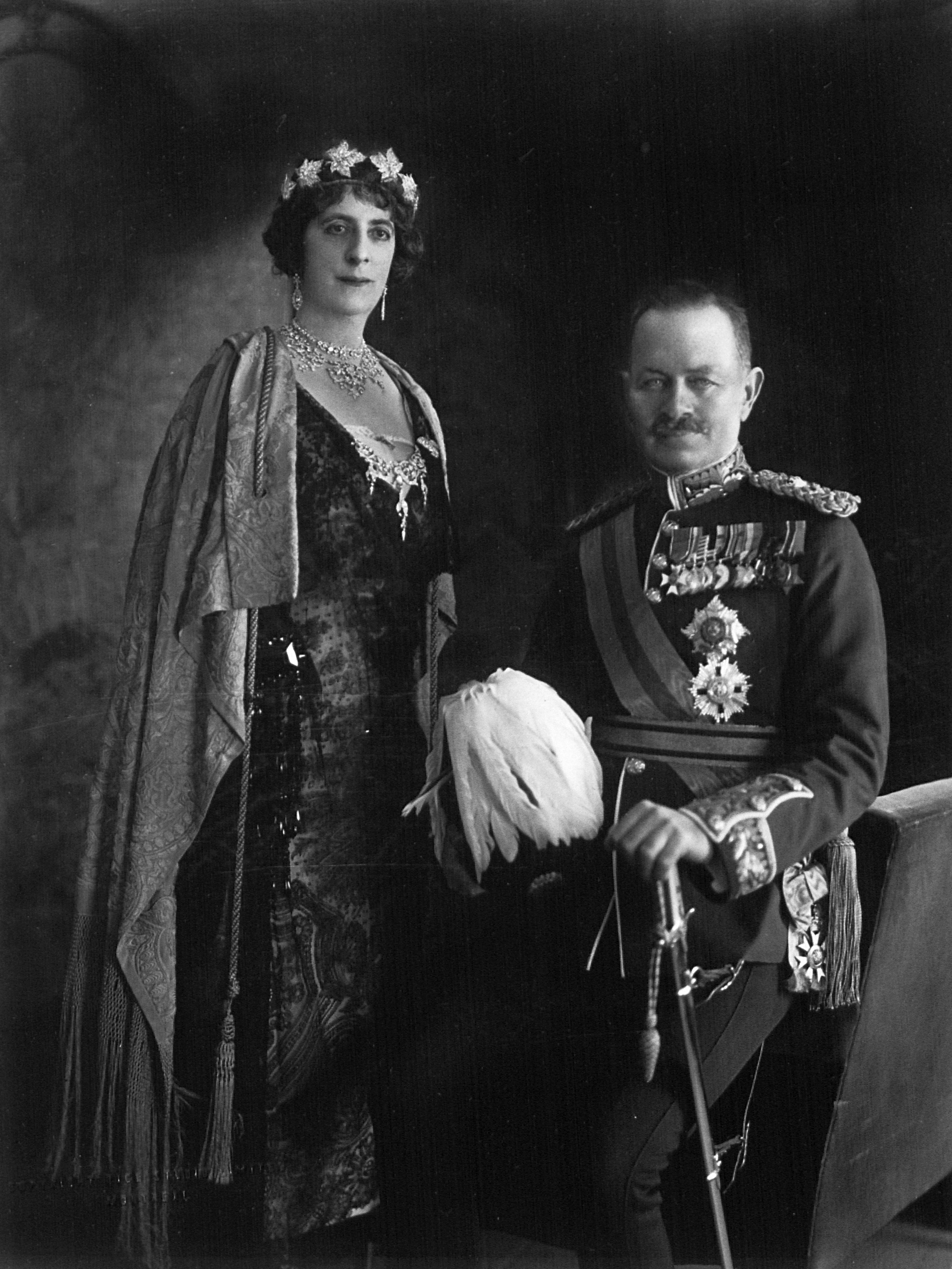
Vikomt Julian Byng jako kanadský generální guvernér s manželkou Evelyn

Pocházel ze šlechtické rodiny Byngů, která dosáhla významného vzestupu v 18. a 19. století v armádních a námořních službách. Narodil se na hlavním rodovém sídle Wrotham Park (Middlesex) postaveném admirálem Johnem Byngem v polovině 18. století. Byl vnukem maršála Johna Bynga a nejmladším synem George Bynga, 2. hraběte ze Straffordu, a jeho druhé manželky Harriet Cavendish (1820–1892) z linie baronů z Cheshamu. Jeho nejstarší nevlastní bratr George Byng, 3. hrabě ze Straffordu, byl starší o 32 let. Po studiích v Etonu vstoupil do armády a původně sloužil převážně v koloniích (Indie, Súdán, Jižní Afrika), v letech 1897–1899 působil u největší anglické vojenské posádky v Aldershotu a poté se zúčastnil búrské války. V roce 1909 byl povýšen na generálmajora a poté se stal vrchním velitelem ve východní Anglii (1910–1912) a v Egyptě (1912–1914). Na počátku první světové války byl povolán do Evropy a zúčastnil se bojů ve Francii, v roce 1915 dosáhl hodnosti generálporučíka. Krátce velel 9. a 17. armádnímu sboru, v letech 1916–1917 byl velitelem kanadského vojenského sboru ve Francii. S ním zvítězil v roce 1916 v bitvě u Vimy, což podnítilo kanadský nacionalismus a způsobilo Byngovu popularitu v Kanadě. Jako velitel 3. armádního sboru byl v roce 1917 povýšen na generála. V závěrečné fázi první světové války vynikl jako úspěšný vojevůdce, přičemž v jeho sboru byly poprvé v historii použity tanky (bitva u Cambrai, 1917).
Po skončení první světové války byl povýšen na barona a povolán do Sněmovny lordů (1919), zároveň obdržel poděkování parlamentu a odměnu ve výši 30 000 liber. Kromě toho získal Řád lázně a na jeho počest bylo pojmenováno městečko Byng v USA. V letech 1921–1926 byl generálním guvernérem v Kanadě; do této funkce byl jmenován po konzultaci s kanadskou vládou. V Kanadě byl velmi populární osobností, do politiky zasahoval jen zřídka a obezřetně. Po návratu z Kanady byl povýšen na vikomta (1928) a v armádě nakonec dosáhl hodnosti polního maršála (1932).
Během první světové války byl vyznamenán několika řády v zahraničí, získal ruský Řád sv. Vladimíra a srbský Řád bílého orla, ve Francii se stal rytířem Čestné legie a obdržel Válečný kříž. Při jmenování do funkce kanadského generálního guvernéra získal Řád sv. Michala a sv. Jiří. V pozdějších letech obdržel čestné doktoráty na univerzitách Cambridge, Oxfordu, Torontu a Albertě.
Zemřel na zámku Thorpe Hall (Essex), který koupil v roce 1913. Jeho manželkou byla Evelyn Moreton (1870–1949) z rodu hrabat Ducie. Její jméno nese kanadská hokejová cena Lady Byng Memorial Trophy (1924). Jejich manželství zůstalo bez potomstva a titul vikomta zanikl. Po úmrtí vikomtesy Byng převzalo zámek Thorpe Hall ministerstvo obrany.

## Vyznamenání

### Britská vyznamenání
- člen Královského Viktoriina řádu – 2. května 1902[3]
- společník Řádu lázně – 29. června 1906[4]
- rytíř-komandér Řádu lázně – 1. ledna 1916[5]
- rytíř velkokříže Řádu lázně – 1. ledna 1919[6]
- rytíř-komandér Řádu svatého Michala a svatého Jiří – březen 1915[7]
- rytíř velkokříže Řádu svatého Michala a svatého Jiří – červenec 1921[8]
- Egyptská medaile se sponou El-Teb-Tamaai – 1884
- Medaile diamantového výročí královny Viktorie – 1897
- Královnina jihoafrická medaile se sponami Cape Colony, Tugela Heights, Orange Free State, Relief of Ladysmith, Laing's Nek a Belfast – 1899
- Králova jihoafrická medaile se sponami Jižní Afrika 1901 a 1902 – 1901
- Korunovační medaile Jiřího V. – 1911
- Hvězda 1914–15 – 1918
- Britská válečná medaile – 1919
- Vítězná medaile – 1919

### Zahraniční vyznamenání
- Chedivova hvězda – Egyptské chedivství, 1884
- Řád svatého Vladimíra IV. třídy s meči – Ruské impérium, 12. září 1916[9]
- Válečný kříž – Belgie, 8. března 1918[10]
- velkodůstojník Řádu čestné legie – Francie, 29. ledna 1919[11]
- Croix de guerre 1914–1918 – Francie, 11. března 1919[12]
- Army Distinguished Service Medal – USA, 12. července 1919[13]
- velkokříž s meči Řádu bílého orla – Srbské království, 24. října 1919[14]